# Сигачёв, Владимир Николаевич
Владимир Николаевич Сигачёв (19 марта 1958, Уфа — Не ранее 1993) — советский и российский клавишник, гитарист, автор песен. Один из основателей группы «DDT», создатель группы «Небо и земля».

## Биография
Начинал выступать в Уфе клавишником в одной из самодеятельных команд, игравших ритм-энд-блюз. В 1980 году стал одним из основателей группы «DDT». Сигачев оставался в ДДТ до 1987 года, успев в 1983 году недолго поиграть в группе «Круиз».
Как написал Андрей Бурлака, «Роль Володи в DDT уфимского периода трудно недооценить: ему принадлежит значительная доля аранжировок, часть музыки и ряд текстов <…> Ранние альбомы DDT включают номера Сигачёва „Рыба“, „Три кошки“, „Псалм“, „Привет М.“, в которых ощущается его стиль с характерными хард-роковыми клавишными и аранжировками с уклоном в фьюжн».
В 1985 году из-за давления властей «ДДТ» вынуждена была уехать из Башкирии. Шевчук собирался перебраться на постоянное местожительство в Москву, а Сигачёв — в Ленинград. Но вышло наоборот: Сигачёв женился на москвичке и в 1987 году переехал в столицу. Участвовал в концерте-мемориале ленинградской группы «Россияне» и на Подольском фестивале, которое было для Сигачёва последним в составе DDT.
В Москве Сигачёв встретился с Сергеем Рыженко, который собирался реанимировать свою старую группу «Футбол». Сигачёв создал собственный проект «Небо и земля». В состав группы помимо самого Сигачёва (который из клавишника превратился в свободного вокалиста) вошёл экс-басист «Футбола» Сергей Шорохов, барабанщик Андрей Кобец (игравший в «Футболе» незадолго до его распада) и гитарист из «Магнита» Борис Шапиро. Позднее к группе присоединился второй гитарист Александр Фурунжиев-Куинджи. В этом составе был записан последний альбом группы «Музыка Ха-Ба».
14 января 1990 года выступил на фестивале «Рок-акустика» в Череповце.
По неподтверждённым данным в 1991 году выехал в Голландию, а в 1993-м вернулся в Москву.
После 1993 года о Владимире Сигачёве нет достоверной информации. Был прописан у бывшей жены, художницы Татьяны Либерман, в Москве на Чапаевском переулке. По словам супруги, они расстались, из квартиры Владимир не выписался, но отношений не поддерживал.
По свидетельству Сергея Попова из группы «Алиби», Сигачёва он последний раз видел в 1992 году, когда тот приезжал в Дубну. Потом Сигачёв исчез. Одна из версий — убили за альбом, который был сделан на бандитские деньги и не отбился. Барабанщик группы «Небо и Земля» Андрей «Пиф» Кобец рассказывал, как Сигачёв неделю жил на чердаке его многоквартирного дома, прячась от кого-то, ему носили по ночам туда еду.
Также, по некоторым сведениям, он умер в Москве примерно в 2001 году.

## Дискография
DDT
- 1982 — Свинья на радуге (пробная запись 1981 г. — «ДДТ-1»)
- 1983 — Компромисс
- 1985 — Время (Иван Иванович Умер)
- 2012 — Подольск-87

Небо и Земля
- 1987 — Шесть часов вечера
- 1988 — Искусственные органы
- 1989 — Панки по жизни
- 1989 — Музыка Ха-Ба